# Zámořské společenství

Mapa zámořských společenství (modrou barvou)

Zámořské společenství (francouzsky collectivité d'outre-mer – odtud zkratka COM) je správní jednotka Francie. Pojem zámořské společenství poprvé definovala novela francouzské ústavy v roce 2003, ačkoliv podobný pojem (územní společenství) se objevil už v roce 1976. 

## Charakteristika
Jedná se o obecné označení různých území po celém světě, která spadají pod svrchovanost Francie, přičemž se rozlišují společenství, která jsou nedílnou součástí Francie a tím i Evropské unie, a společenství, která mají v rámci Evropské unie zvláštní status. Každé toto území má jiné postavení vůči kontinentální Francii. Všem je však společný vysoký stupeň autonomie.

## Zámořská společenství
K červnu 2020 se jednalo o těchto 5 území (podle článku 74 francouzské ústavy):
- Francouzská Polynésie, součást Francie a Evropské unie, zvláštní dohody o volném obchodě (kód 987)
- Saint Pierre a Miquelon, součást Francie a Evropské unie, zvláštní dohoda o občanství Evropské unie (kód 975)
- Svatý Bartoloměj, součást Francie a Evropské unie, usiluje o zvláštní ekonomické postavení (kód 977)
- Svatý Martin, součást Francie a Evropské unie, usiluje o zvláštní ekonomické postavení (kód 978)
- Wallis a Futuna, součást Francie a Evropské unie, zvláštní dohody o volném obchodě (kód 986)

Vedle toho Nová Kaledonie je zámořským územím se zvláštním postavením (sui generis) podle hlavy XIII ústavy a na základě výsledku referenda o nezávislosti (2018).
Další zámořská území, totiž Francouzská Guyana a ostrovy Guadeloupe, Martinik, Réunion a Mayotte, mají status řádných departementů, ovšem v kombinaci se statusem zámořského regionu (départements et régions d'outre-mer (DROM)).